# Сан Силвестро (Верчели)
Сан Силвестро је насеље у Италији у округу Верчели, региону Пијемонт.
Према процени из 2011. у насељу је живело 221 становника. Насеље се налази на надморској висини од 150 м.